# 朱波
朱波（1960年9月24日—），中国已退役的足球运动员，是1980年代中后期至1990年代初中国国家队主力成员，主要司职右后卫。退役后曾在很多俱乐部工作。

## 简历
朱波出生于大连，球员时期长时间在八一队及中国国家队效力。曾参加1988年汉城奥运会，是1980年代最出色的国脚之一。
1993年，离开八一队、从国家队退役的朱波即转到刚组建深圳队，与王维满、王东宁等人共同为深圳足球打下了最初的基业，帮助深圳队沖上甲A联赛。1997年，朱波在深圳队退役。
1998年，出任深圳队梯队教练，率队赴意大利留学一年，並取得教练员证书。
1999年，出任武汉红桃K的代理主教练，后被南斯拉夫籍教练科萨诺维奇取代，改任助理教练。2000-2002年又追随科萨诺维奇回到自己的家乡，担任大连实德的助理教练，合作带领大连队夺取了2000-2002的三个赛季的甲A联赛冠军。
2004年，以主教练的身分执教湖南湘军，随后又在南昌八一、长沙金德等球队执教。
2009年10月朱波在长沙金德下课，11月重返深圳队出任球队的领队，並率队进行冬训。
2013年，朱波接替离队加盟广东日之泉的张军，成为中国足球乙级联赛球队深圳风鹏的主教练。在賽季中途因“比賽中與裁判爭執導致心臟不適舊疾復發”的原因被俱樂部解除兵權，但仍作為教練在駐地協助訓練。